# Daniel Benítez
Daniel Eduardo Benítez Pernía (San Cristóbal, Estado Tachira; 23 de septiembre de 1987-San Cristóbal, Estado Tachira; 9 de abril de 2021) fue un futbolista venezolano que jugaba como defensa y su último equipo fue el Zamora Fútbol Club de la Primera División de Venezuela.

## Carrera deportiva
Jugó en varios clubes de Venezuela, como Deportivo La Guaira, Mineros de Guayana y Estudiantes de Caracas. Ganó la Copa Venezuela en 2015 junto a Deportivo La Guaira y en 2016 con Mineros de Guayana. También jugó en tres periodos distintos para Deportivo Táchira, club con el que llegó a disputar la Copa Libertadores de América en 2010. Su último equipo fue el Zamora Fútbol Club.
Falleció el 9 de abril de 2021 debido a un cáncer.

## Clubes
| Club                   | País      | Año         | PJ | Goles |
| ---------------------- | --------- | ----------- | -- | ----- |
| Nueva Cádiz            | Venezuela | 2004 - 2005 | 0  | 0     |
| Deportivo Táchira      | Venezuela | 2005 - 2008 | 6  | 0     |
| Minerven SC            | Venezuela | 2008 - 2009 | 10 | 0     |
| Deportivo Táchira      | Venezuela | 2009 - 2010 | 18 | 0     |
| Real Esppor            | Venezuela | 2010 - 2013 | 50 | 0     |
| Deportivo La Guaira    | Venezuela | 2013 - 2016 | 93 | 5     |
| Mineros de Guayana     | Venezuela | 2016        | 14 | 0     |
| Deportivo Táchira      | Venezuela | 2017 - 2019 | 53 | 1     |
| Estudiantes de Caracas | Venezuela | 2019 - 2020 | 0  | 0     |
| Zamora F. C.           | Venezuela | 2020 - 2021 | 0  | 0     |